# Sylian Mokono
Sylian Aldren Mokono (22 maart 1999) is een Nederlands voetballer die als verdediger voor VVV-Venlo speelt.

## Clubcarrière

### FC Utrecht
Mokono is geboren en opgegroeid in Nederland, heeft een Surinaamse moeder en een Congolese vader. Hij speelde in de jeugd van USV Elinkwijk, waarna hij in 2010 middels een stage de overstap maakte naar de jeugdopleiding van FC Utrecht.
Hij debuteerde op 27 augustus 2018 voor Jong FC Utrecht, in een met 1–2 verloren thuiswedstrijd tegen N.E.C. Hij kwam in de 63e minuut in het veld voor Rick Mulder. In het seizoen 2018/19 en seizoen 2019/20 zat Mokono incidenteel bij de selectie van het eerste elftal, waarin hij op 29 november 2020 debuteerde in een uitwedstrijd bij Feyenoord (1–1). In de 78e minuut was hij was de vervanger van Mark van der Maarel. Vervolgens zou hij nog tweemaal tot speelminuten in het eerste elftal komen. In juli 2022 werd bekendgemaakt dat Mokono niet meer in de plannen van de Utrechtse club voorkwam.

### Heracles Almelo
Meerdere clubs uit de Eredivisie en Eerste divisie toonden interesse en op 20 juli 2022 tekende hij bij Heracles Almelo een contract tot aan de zomer van 2025 met een optie voor een extra seizoen. Daar bekroonde hij zijn basisdebuut in een thuiswedstrijd tegen VVV-Venlo (5-3) met een prachtdoelpunt. In zijn eerste seizoen werd hij kampioen van de Eerste Divisie en kwam daarin tot tien competitie- en twee bekerduels. Na de promotie naar de Eredivisie kreeg de verdediger in zijn tweede seizoen geen speeltijd meer. Mokono mocht op zoek naar een andere club en sloot eind juli 2024 op proef aan bij De Graafschap. Daar werd hij echter al snel afgetest en op 2 september 2024 liet Heracles zijn contract ontbinden.

### VVV-Venlo
Begin oktober 2024 maakte VVV-Venlo bekend dat Mokono op amateurbasis aansloot bij de trainingen van de selectie. Daar werd hij herenigd met voormalig Heracles-trainer John Lammers die op zoek was naar een back-up voor de langdurig geblesseerde rechtsback Robin Lathouwers. Het ontbrak de eerstedivisionist aanvankelijk aan financiële middelen om Mokono direct een profcontract aan te bieden, waardoor hij als amateur tot aan de winterstop niet speelgerechtigd zou zijn. Na het vertrek van assistent-trainer Jay Driessen naar Sparta Rotterdam begin november ontstond er echter financiële ruimte en tekende de rechtsback alsnog een profcontract bij de club, tot aan het einde van het seizoen. Na afloop van het seizoen sloeg Mokono een aanbod van VVV af om die verbintenis te verlengen.

## Clubstatistieken

### Beloften
| Seizoen                    | Club            | Competitie      | Competitie | Competitie | Overig | Overig | Totaal | Totaal |
| Seizoen                    | Club            | Competitie      | Wed.       | Dlp.       | Wed.   | Dlp.   | Wed.   | Dlp.   |
| -------------------------- | --------------- | --------------- | ---------- | ---------- | ------ | ------ | ------ | ------ |
| 2018/19                    | Jong FC Utrecht | Eerste divisie  | 20         | 1          | 0      | 0      | 20     | 1      |
| 2019/20                    | Jong FC Utrecht | Eerste divisie  | 17         | 0          | 0      | 0      | 17     | 0      |
| 2020/21                    | Jong FC Utrecht | Eerste divisie  | 17         | 0          | 0      | 0      | 17     | 0      |
| 2021/22                    | Jong FC Utrecht | Eerste divisie  | 12         | 2          | 0      | 0      | 12     | 2      |
| Totaal beloften            | Totaal beloften | Totaal beloften | 66         | 3          | 0      | 0      | 66     | 3      |
| Bijgewerkt op 20 juli 2022 |                 |                 |            |            |        |        |        |        |

### Senioren
| Seizoen                          | Club            | Competitie      | Competitie | Competitie | Beker | Beker | Internationaal | Internationaal | Overig | Overig | Totaal | Totaal |
| Seizoen                          | Club            | Competitie      | Wed.       | Dlp.       | Wed.  | Dlp.  | Wed.           | Dlp.           | Wed.   | Dlp.   | Wed.   | Dlp.   |
| -------------------------------- | --------------- | --------------- | ---------- | ---------- | ----- | ----- | -------------- | -------------- | ------ | ------ | ------ | ------ |
| 2018/19                          | FC Utrecht      | Eredivisie      | 0          | 0          | 0     | 0     | —              | —              | 0      | 0      | 0      | 0      |
| 2019/20                          | FC Utrecht      | Eredivisie      | 0          | 0          | 0     | 0     | 0              | 0              | —      | —      | 0      | 0      |
| 2020/21                          | FC Utrecht      | Eredivisie      | 2          | 0          | 0     | 0     | —              | —              | 0      | 0      | 2      | 0      |
| 2021/22                          | FC Utrecht      | Eredivisie      | 1          | 0          | 0     | 0     | —              | —              | 0      | 0      | 1      | 0      |
| 2022/23                          | Heracles Almelo | Eerste divisie  | 10         | 1          | 2     | 0     | —              | —              | —      | —      | 12     | 1      |
| 2023/24                          | Heracles Almelo | Eredivisie      | 0          | 0          | 0     | 0     | —              | —              | —      | —      | 0      | 0      |
| 2024/25                          | VVV-Venlo       | Eerste divisie  | 24         | 2          | 0     | 0     | —              | —              | —      | —      | 24     | 2      |
| Totaal senioren                  | Totaal senioren | Totaal senioren | 37         | 3          | 2     | 0     | 0              | 0              | 0      | 0      | 39     | 3      |
| Carrièretotaal                   | Carrièretotaal  | Carrièretotaal  | 103        | 6          | 2     | 0     | 0              | 0              | 0      | 0      | 105    | 6      |
| Bijgewerkt tot en met 9 mei 2025 |                 |                 |            |            |       |       |                |                |        |        |        |        |

## Erelijst

### Heracles Almelo
| Nationaal      |    |         |
| Eerste divisie | 1x | 2022/23 |